# Görchsheim
Görchsheim (fränkisch: Gärgsa) ist ein Gemeindeteil der Stadt Leutershausen im Landkreis Ansbach (Mittelfranken, Bayern). Görchsheim liegt in der Gemarkung Rauenbuch.

## Geografie
Der Weiler liegt am Westufer der Altmühl. Südlich des Ortes befindet sich das Mönchsholz, ca. 1,25 km nordöstlich erhebt sich der Rauenberg (466 m ü. NHN). Eine Gemeindeverbindungsstraße führt zur Staatsstraße 2249 (0,4 km nordöstlich) bei Rauenbuch, das dem Ort am Ostufer der Altmühl gegenüber liegt, bzw. an Eyerlohe vorbei zur Bundesstraße 14 (3 km südöstlich) bei Neunstetten. Eine weitere Gemeindeverbindungsstraße führt nach Sachsen (2 km nordwestlich).

## Geschichte
Südlich von Görchsheim wurde eine wahrscheinlich aus der Latènezeit stammende Augenperle gefunden.
Im Jahre 1367 fiel die Mühle von „Gorisheim“ als Vermächtnis eines Conrat Reuter an das Prämonstratenserinnenkloster Sulz. 1387 erschien der Ortsname „Göresheim“, wohl mit der Bedeutung Zum Heim des (Siedlungsgründers?) Gerrich. Im Gültbuch des Klosters Sulz von 1478 sind ein Müller und drei Güter als dem Kloster zugehörig genannt. Im 15. Jahrhundert war der Ort an langwierigen gerichtlichen Auseinandersetzungen mit umliegenden Gemeinden um die Weiderechte in der Brünst/Brunst beteiligt. Die 16-Punkte-Berichte des Amtes Leutershausen von 1608 und 1681 bestätigen die alten Besitzverhältnisse: Alle vier Mannschaften (Untertanenfamilien), darunter eine Mühle, waren vogt-, gült- und steuerbar nach Sulz. Die Vogtei außer etters übte das brandenburg-ansbachische Stadtvogtamt Leutershausen aus. Im Dreißigjährigen Krieg fielen 1633 schwedische Reiter in Görchsheim ein, „wo sie das noch wenige vorhandene Getraid ausdraschen.“
Auch 1732 hieß es von „Görigsheim“, dass der Weiler „samt der Mühl“ aus vier Untertanen des brandenburg-ansbachischen Klosterverwalteramtes Sulz und einem gemeinsamen Hirtenhaus besteht. Der Zehnt musste zu zwei Dritteln ins brandenburg-ansbachische Kastenamt Colmberg und ein Drittel ins Kapitel nach Herrieden gegeben werden. Das Amt Sulz nahm die Gemeindeherrschaft sowie die Vogtei inner Etters wahr, die Vogtei außer etters und die Fraisch lagen beim brandenburg-ansbachischen Stadtvogteiamt Leutershausen.
Bis zum Ende des Alten Reiches änderte sich an diesen Verhältnissen nur noch wenig: Zuletzt bestand Görchsheim aus 5 Anwesen (1 Hof, 3 Halbhöfe und 1 Mühle mit Halbhof), alle dem Amt Sulz unterstehend. Die Gemeinde hatte ein Hirtenhaus und eine Brechhütte für die Flachsbearbeitung. Von 1797 bis 1808 unterstand der Ort dem Justizamt Leutershausen und Kammeramt Colmberg.
Im Rahmen des Gemeindeedikts wurde Görchsheim dem 1808 gebildeten Steuerdistrikt Wiedersbach und der 1810 gegründeten Ruralgemeinde Rauenbuch zugeordnet.
Am 1. Januar 1972 wurde Görchsheim mit der gleichzeitig aufgelösten Gemeinde Rauenbuch im Zuge der Gebietsreform in Bayern in die Stadt Leutershausen eingemeindet.

## Einwohnerentwicklung
| Jahr      | 001818 | 001840 | 001861 | 001871 | 001885 | 001900 | 001925 | 001950 | 001961 | 001970 | 001987 |
| Einwohner | 36     | 40     | 41     | 40     | 43     | 39     | 41     | 65     | 36     | 35     | 27     |
| Häuser    | 8      | 6      |        |        | 7      | 7      | 6      | 8      | 7      |        | 7      |
| Quelle    | [ 21 ] | [ 22 ] | [ 23 ] | [ 24 ] | [ 25 ] | [ 26 ] | [ 27 ] | [ 28 ] | [ 29 ] | [ 30 ] | [ 1 ]  |

## Baudenkmäler
- Haus Nr. 1: zugehörige Scheune, eingeschossiger Satteldachbau, Reste einer Mühle, Bruch- und Quadersteinbau, 18. Jahrhundert[31][32]
- Görchsheimer Altmühlbrücken, eine steinerne und eine hölzerne, sind im Repertorium des topographischen Atlasblattes für Ansbach von 1833 erwähnt.[33]

## Religion
Görchsheim gehörte bis zur Reformation zur Pfarrei St. Vitus (Neunstetten). Nach der Einführung der protestantischen Kirchenordnung durch den Markgrafen von Ansbach in den Jahren nach 1528 wurde Görchsheim in die protestantisch gewordene Pfarrei St. Peter (Leutershausen) eingepfarrt. Die Einwohner römisch-katholischer Konfession waren zwischenzeitlich nach Kreuzerhöhung (Schillingsfürst) gepfarrt, heute ist wieder die Pfarrei St. Veit zuständig.